# 奧州街道
奥州街道（日语：／ Ōshū Kaidō */?），是江戶時代修建的五街道之一。正式名稱爲奥州道中。

## 概述
奥州街道以江戶日本橋為起點經千住到陸奥白川（福島縣白河市）共27個宿場、其中日本橋到宇都宮宿這段17個宿場同日光街道共用。奥州街道還有很多分支和延長，其中有從陸奥白川到宮城縣仙台市的仙台道，從仙台到蝦夷筥館（北海道函館市）的松前道等等。

## 歷史
江戶時代初期主要作爲東北諸藩参勤交代的交通、連絡道路，中期爲了承擔蝦夷地（北海道）的開發，江戶末期則主要起防禦蝦夷不受俄國入侵的作用。
1873年（明治6年）改称為陸羽街道。現在大部分為国道4号、與其平行的還有東北自動車道和八戶自動車道。

## 奥州街道27宿一覽
1. 千住宿（東京都足立區）
2. 草加宿（埼玉縣草加市）
3. 越谷宿（埼玉縣越谷市）
4. 粕壁宿（埼玉縣春日部市）
5. 杉戶宿（埼玉縣北葛飾郡杉戶町）
6. 幸手宿（埼玉縣幸手市）
7. 栗橋宿（埼玉縣久喜市）
8. 中田宿（茨城縣古河市）
9. 古河宿（古河城下）（茨城縣古河市）
10. 野木宿（栃木縣下都賀郡野木町）
11. 間間田宿（栃木縣小山市）
12. 小山宿（栃木縣小山市）
13. 新田宿（栃木縣小山市）
14. 小金井宿（栃木縣下野市）
15. 石橋宿（栃木縣下野市）
16. 雀宮宿（栃木縣宇都宮市）
17. 宇都宮宿（宇都宮城下）（栃木縣宇都宮市）
18. 白澤宿（栃木縣宇都宮市白沢町）（旧河内郡河内町大字白沢）
19. 氏家宿（栃木縣櫻市）（旧塩谷郡氏家町）
20. 喜連川宿（喜連川藩城下）（栃木県櫻市）（旧塩谷郡喜連川町）
21. 佐久山宿（栃木縣大田原市佐久山）
八木沢宿（栃木県大田原市親園）
22. 大田原宿（大田原藩城下）（栃木県大田原市）
23. 鍋掛宿（栃木縣那須塩原市）（旧黒磯市鍋掛）
24. 越堀宿（栃木縣那須塩原市）（旧黒磯市越堀）
寺子宿（栃木縣那須塩原市）（旧黒磯市寺子）
25. 芦野宿（栃木縣那須郡那須町芦野）
板谷宿（栃木縣那須郡那須町大字横岡）
寄居宿（栃木縣那須郡那須町大字寄居）
26. 白坂宿（福島縣白河市）
27. 白河宿（福島縣白河市）

※八木沢宿，寺子宿，板谷宿，寄居宿是間宿，間宿是兩個相鄰比較遠的宿場之間的休息場所，不為幕府認可。

## 関連項目
- 五街道
- 東海道
- 中山道
- 甲州街道
- 日光街道